# Біскупиці (Конінський повіт)
Біскупиці (пол. Biskupice) — село в Польщі, у гміні Ґродзець Конінського повіту Великопольського воєводства.
Населення — 414 осіб (2011).
У 1975-1998 роках село належало до Конінського воєводства.

## Демографія
Демографічна структура станом на 31 березня 2011 року:
|          | Загалом | Допрацездатний вік | Працездатний вік | Постпрацездатний вік |
| -------- | ------- | ------------------ | ---------------- | -------------------- |
| Чоловіки | 214     | 58                 | 140              | 16                   |
| Жінки    | 200     | 41                 | 114              | 45                   |
| Разом    | 414     | 99                 | 254              | 61                   |